# دایفن‌درخت
دایفن‌درخت (به هلندی: Duivendrecht) یک منطقهٔ مسکونی در هلند است که در آودر-آمستل واقع شده‌است. دایفن‌درخت ۵٬۰۰۰ نفر جمعیت دارد.